# Ocean Rain
Ocean Rain é o quarto álbum de estúdio da banda inglesa Echo & the Bunnymen. Foi lançado em 4 de maio de 1984 e alcançou o número quatro no Reino Unido, o número 87 na Billboard 200 dos Estados Unidos, o número 41 no Canadá e o número 22 na parada sueca. Desde 1984, o álbum foi certificado ouro pela British Phonographic Industry. Ocean Rain inclui os singles "The Killing Moon", "Silver" e "Seven Seas".
A banda escreveu as músicas para o novo álbum em 1983. No início de 1984, eles gravaram a maior parte do álbum em Paris usando uma orquestra de 35 instrumentos, com outras sessões ocorrendo em Bath e Liverpool. Recebendo críticas mistas, o álbum foi originalmente lançado como um LP e uma fita cassete em maio de 1984, antes de ser relançado em CD em agosto. O álbum foi relançado em CD em 2003, junto com os outros quatro dos primeiros cinco álbuns de estúdio da banda, tendo sido remasterizado e expandido antes de ser relançado novamente em 2008 com um disco bônus ao vivo. A arte do álbum foi desenhada por Martyn Atkins e a fotografia por Brian Griffin. O Echo & the Bunnymen fez vários shows em 2008, onde tocaram Ocean Rain na íntegra e com o apoio de uma orquestra.

## Contexto
Após a má recepção do terceiro álbum do Echo & the Bunnymen, Porcupine de 1983, a banda gravou o single "Never Stop". A faixa-título do single foi produzida por Hugh Jones, que produziu o segundo álbum da banda, Heaven Up Here de 1981. O single introduziu um novo som para a banda com um arranjo expandido incluindo congas, marimbas, violinos e violoncelos. Depois que "Never Stop" foi lançado em 8 de julho de 1983, a banda viajou pelas Hébridas Exteriores na Escócia antes de dois shows de sucesso no Royal Albert Hall em Londres em 18 e 19 de julho. Também naquele mês, a banda foi filmada pela RPM Productions para a série de documentários Play at Home do Channel 4. Filmados em um café usado pela banda, eles gravaram versões acústicas de duas canções antigas, "Stars Are Stars" e "Villiers Terrace", além de duas novas canções, "The Killing Moon" e "Silver", para seu episódio de Play at Home, intitulado Life at Brian's.
Depois de passar algum tempo em Liverpool escrevendo novas canções para o álbum, a banda gravou sua sexta sessão para o programa de rádio de John Peel na BBC Radio 1 em 6 de setembro de 1983. As canções gravadas foram "Nocturnal Me", "Ocean Rain", "My Kingdom" e "Watch Out Below", que mais tarde apareceriam no quarto álbum da banda, Ocean Rain - "Watch Out Below" foi posteriormente renomeada para "The Yo Yo Man". Quando a sessão de John Peel da banda foi transmitida em 10 de outubro de 1983, a revista Jamming disse: "[As canções] sugerem um reajuste e um período de nova recuperação positiva".
O Echo & the Bunnymen foi escalado para encabeçar um festival de jovens de duas semanas no Royal Shakespeare Theatre em Stratford-upon-Avon na noite de 23 de outubro de 1983. Devido à grande demanda por ingressos, foi adicionada uma apresentação de matinê. O concerto matinê em Stratford-upon-Avon viu a estreia ao vivo de "Seven Seas". Com representantes da gravadora da banda e a mãe do vocalista Ian McCulloch na plateia, a apresentação foi nervosa e incerta; embora a apresentação da noite, sem os representantes da gravadora e a mãe de McCulloch, tenha melhorado muito.
No final de 1983, a banda gravou um especial ao vivo chamado A Crystal Day para o programa do Channel 4 The Tube. Ignorando seu material antigo, a banda tocou "The Killing Moon", "Nocturnal Me", "Ocean Rain" - que agora havia se desenvolvido em uma balada - e uma versão inicial de "Thorn of Crowns" chamada "Cucumber".

## Capa

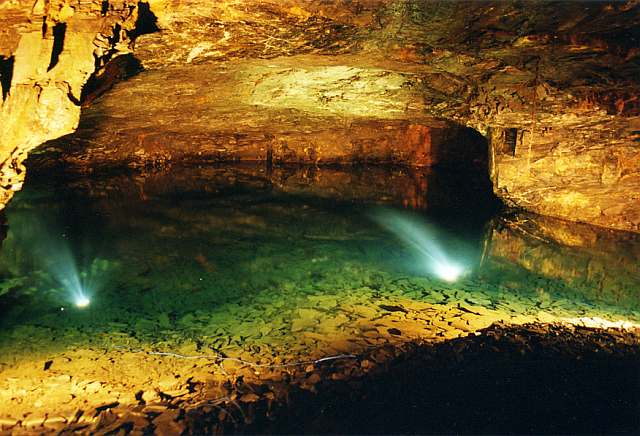
Cavernas Carnglaze, na Cornualha, onde a fotografia da capa de Ocean Rain foi registrada

Tal como acontece com os álbuns anteriores, a capa do álbum foi concebida por Martyn Atkins e a fotografia tirada por Brian Griffin. Com a banda querendo continuar o tema elementar dos três álbuns anteriores, a fotografia mostra a banda em um barco a remo dentro das Cavernas Carnglaze, Liskeard, Cornualha. Em seu livro Turquoise Days: The Weird World of Echo & the Bunnymen, de 2002, o autor Chris Adams descreve a capa como "uma representação visual perfeita do indiscutivelmente melhor álbum dos Bunnymen".
A imagem na capa do álbum original foi mantida para a reedição de 2003. No entanto, o design foi ligeiramente alterado pela designer gráfica Rachel Gutek, da empresa de guppyart. Este lançamento contém um livreto expandido escrito pelo jornalista musical Max Bell contando os antecedentes do álbum. O livreto contém uma série de fotografias que são creditadas a Sergeant e Pattinson.

## Recepção
O álbum foi lançado com críticas mistas. Descrevendo a mudança da Echo & the Bunnymen do som mais rock de seus álbuns anteriores para o som mais leve de Ocean Rain, o jornalista musical Max Bell disse em sua crítica de 1984 para o jornal The Times: "Desta vez, o vocalista Ian McCulloch temperou suas canções metafísicas com um doçura romântica e as melodias da banda estão mais em destaque. Guitarras acústicas, pincéis e teclados usados com moderação contribuem para o calor otimista do álbum e há uma consistência de atmosfera em canções como 'Seven Seas' e 'Silver', o single atual, o que justifica a saída."
No entanto, a Rolling Stone descreveu o álbum como "muitas vezes um canto fúnebre monocromático de imagens existenciais banais disfarçadas em torno do mero esqueleto de uma ideia musical". Dizendo que o álbum tinha alguns "refrões bacanas e atmosferas agradáveis", a crítica prosseguiu dizendo que "evidencia muito pouco desenvolvimento melódico e muito olhar para a alma torturado". Em sua análise de 1984 para a NME, Biba Kopf disse: "'...Ocean Rain foi projetado para reforçar a noção da importância do grupo. Naturalmente, os resultados têm o efeito oposto." Ele passou a criticar as letras de McCulloch, que descreveu como "justaposições cansadas de chavões misteriosos, absurdos e banalidade", e a música "lavagem de cordas no estilo mellotron e ventos de madeira balindo".
Ocean Rain alcançou a quarta posição na UK Albums Chart em sua primeira semana de lançamento e permaneceu na parada por 26 semanas. Nos Estados Unidos, ele entrou na Billboard 200 no número 172 em 9 de junho de 1984 e permaneceu nas paradas por onze semanas, atingindo o pico de número 87. Ele entrou na parada canadense RPM 100 Albums no número 89 antes de atingir o pico no número 41. Permanecendo na parada sueca por três semanas, o álbum atingiu o pico de número 22. Em 1984, Ocean Rain foi certificado ouro pela British Phonographic Industry por ter vendido mais de cem mil cópias.
Dos singles do álbum; "The Killing Moon", que foi lançado em 20 de janeiro de 1984, alcançou a posição nove na UK Singles Chart e a número sete na Irish Singles Chart; "Silver", lançado em 13 de abril de 1984, alcançou a trigésima posição na UK Singles Chart e a 14ª posição na Irish Singles Chart; e "Seven Seas", lançado em 6 de julho de 1984, alcançou a posição 16 na UK Singles Chart e a décima posição na Irish Singles Chart. Em 2013, a NME o classificou em 276º lugar em sua lista dos 500 melhores álbuns de todos os tempos.

## Legado
| Críticas em retrospecto       | Críticas em retrospecto |
| Avaliações da crítica         | Avaliações da crítica   |
| Fonte                         | Avaliação               |
| ----------------------------- | ----------------------- |
| AllMusic                      | [ 29 ]                  |
| Blender                       | [ 30 ]                  |
| Classic Pop                   | [ 31 ]                  |
| The Guardian                  | [ 32 ]                  |
| Mojo                          | [ 33 ]                  |
| Pitchfork                     | 8.6/10                  |
| Q                             | [ 35 ]                  |
| Record Collector              | [ 36 ]                  |
| The Rolling Stone Album Guide | [ 37 ]                  |
| Uncut                         | 9/10                    |

Ao longo dos anos desde o seu lançamento, o álbum atraiu comentários mais positivos e também, às vezes, opiniões mais matizadas. Em uma crítica retrospectiva altamente elogiosa no AllMusic, Jason Ankeny deu ao álbum uma classificação de 5 estrelas. Ele o descreveu como "dramático e majestoso", elogiando os "arranjos de cordas arrebatadores e a produção assustadoramente evocativa". Ele sentiu que, em comparação com o álbum de estúdio anterior da banda, Porcupine, os "parâmetros estruturais convencionais e simples" de Ocean Rain tornaram-no o "trabalho mais bonito e memorável" do Echo & the Bunnymen e afirmou que "The Killing Moon" era o "pináculo incomparável" do grupo.
"The Killing Moon" é tocada na sequência de abertura do filme Donnie Darko, de 2001. No entanto, na versão do diretor, é substituída por "Never Tear Us Apart", do INXS, com "The Killing Moon" sendo colocada mais tarde no filme.
Quando relançado em 2003, Andrew Harrison, da Blender, descreveu o álbum como "um retrato de esplêndida perturbação com orquestrações espetaculares". Keith Cameron, da Mojo, disse que o álbum tinha "músicas efervescentes, orquestradas com simpatia". O crítico do Pitchfork, Joe Tangari, descobriu que em Ocean Rain, a banda "suavizou até certo ponto... mas tudo o que fez foi deixá-los mais estranhos"; ele descreveu o álbum como "recheado de faixas midtempo enjoativas e orquestração bizarra", mas também "de forma alguma impenetrável", concluindo que "um ambiente frio e assombrado cobre toda a gravação como uma poeira fina".
Em seu livro Rip It Up and Start Again: Post Punk 1978–1984, de 2005, o jornalista musical britânico Simon Reynolds descreve o álbum como "exuberante, orquestrado e [...] abertamente erótico". Mark Blacklock, em 1001 Álbuns que Você Deve Ouvir Antes de Morrer, de Robert Dimery, escreveu que a confiança, as cordas exuberantes, o romance, o calor e a poesia do álbum significam que "ele resiste ao teste do tempo melhor do que qualquer outro álbum do Bunnymen".

"Ocean Rain se destacou para mim como um álbum único e especial desde a primeira vez que o ouvi. Capturou uma grande banda no momento perfeito e tem uma qualidade duradoura e atemporal que ainda reverbera em cada música".

—Ian Broudie
Analisando a edição de colecionador para a BBC, Chris Jones descreveu o álbum como "o último disco verdadeiramente excelente que eles fizeram" e "o ponto onde as rachaduras começaram a aparecer, mas foram mascaradas com tanta beleza que quase não importavam". Jones continuou dizendo como a orquestra de 35 integrantes ajudou em faixas como "Nocturnal Me", mas fez outras, como "The Yo-Yo Man", "tropeçarem sob o peso de arranjos intrusivos". Adam Sweeting escreveu que Ocean Rain era "apenas meio álbum clássico", acrescentando: "Se você imaginá-lo em seu formato LP original, o lado dois é excelente, enquanto o lado um soa como algumas músicas extras que eles gravaram às pressas para acompanhá-lo".
Em 2013, a NME classificou Ocean Rain na posição 276 em sua lista dos 500 melhores álbuns de todos os tempos.
Na primeira temporada de Stranger Things, o quinto episódio, "The Flea and Acrobat" contou com "Nocturnal Me" nos créditos finais. A banda sueca Ghost regravou "Nocturnal Me" para seu EP Popestar.